# Valentin Iglinskiy
Ne doit pas être confondu avec Maxim Iglinskiy.
Valentin Guennadievitch Iglinskiy - en russe : Валентин Геннадьевич Иглинский et en anglais : Valentin Iglinsky - , né le 12 mai 1984 à Tselinograd, est un coureur cycliste kazakh. Son frère Maxim est également coureur professionnel. Après avoir été contrôle positif à l'EPO, il est actuellement suspendu jusqu'en août 2018. 

## Biographie
Il signe fin 2008, pour la nouvelle équipe TelTeck-H20. Cette dernière ne voit finalement pas le jour et il se retrouve sans équipe pour la saison 2009. Il court la saison avec l'équipe du Kazakhstan, avec laquelle il remporte onze victoires. En 2010, il rejoint l'équipe Astana où il remporte en fin de saison la deuxième étape du Tour de Hainan au sprint.  Il gagne aussi le classement général de cette épreuve inscrite au calendrier de l'UCI Asia Tour.
En 2011, il s'adjuge la deuxième étape du Tour de Turquie et, comme l'année précédente, une étape ainsi que le classement final du Tour de Hainan en Chine au mois d'octobre.
Il est recruté pour la saison 2013 par l'équipe française AG2R La Mondiale dirigée par Vincent Lavenu.
Non conservé par AG2R La Mondiale fin 2013, il signe avec l'équipe Astana pour la saison 2014 grâce à son frère, Maxim, qui avait fait un pari avec son manager Alexandre Vinokourov. En effet, Alexandre Vinokourov aurait déclaré : « Si tu gagnes à Almaty, nous engagerons ton frère ».
Le 10 septembre 2014, l'Union cycliste internationale annonce le contrôle positif à l'EPO de Valentin Iglinskiy lors de l'Eneco Tour. Le coureur reconnaît immédiatement sa faute et est licencié par son équipe,. Il est suspendu par la Fédération kazakhe de cyclisme pour une durée de 4 ans, soit jusqu'au 11 août 2018. Fin 2014, La Gazzetta dello Sport révèle qu'il fait partie des clients du controversé médecin italien Michele Ferrari.

## Palmarès
- 2003
  - 3e du championnat du Kazakhstan sur route
- 2006
  - 6e étape du Tour de Hainan
- 2007
  - 2e et 4e étapes du Tour du Japon
  - 1re et 2e étapes du Tour de Bulgarie
  - 2e du Grand Prix de la ville de Vilvorde
  - 2e du Tour du Japon
  - 3e du championnat du Kazakhstan sur route
- 2008
  - 2e étape du Tour du Loir-et-Cher
  - 3e et 6e étapes du Tour de Navarre
- 2009
  - Tour de Kumano :
    - Classement général
    - 1re, 2e et 3e étapes

  - 1re, 3e et 7e étapes du Tour de Serbie
  - 4e et 5e étapes du Tour du lac Qinghai
  - 4e et 5e étapes du Tour de Bulgarie
  -  Médaillé de bronze du championnat d'Asie sur route
- 2010
  - Tour de Hainan :
    - Classement général
    - 2e étape
- 2011
  - 2e étape du Tour de Turquie
  - Tour de Hainan :
    - Classement général
    - 8e étape
- 2012
  - 2e du Tour de Hainan

## Résultats sur les grands tours

### Tour d'Italie
1 participation
- 2010 : abandon (11e étape)

### Tour d'Espagne
1 participation
- 2010 : 153e

## Classements mondiaux
| Année         | 2007 | 2008 | 2009 |
| ------------- | ---- | ---- | ---- |
| UCI Asia Tour | 21e  |      | 5e   |